# The Power of the Doctor
"The Power of the Doctor" é o terceiro e último dos especiais de 2022 da série de ficção científica britânica Doctor Who, transmitido originalmente através da BBC One em 23 de outubro de 2022. O episódio foi encomendado para o centenário de lançamento da BBC, sendo exibido cinco dias depois da data. Foi escrito pelo showrunner da série, Chris Chibnall, e dirigido por Jamie Magnus Stone.
Jodie Whittaker faz sua última aparição regular como a Décima terceira Doutora, juntamente com Mandip Gill e John Bishop como seus acompanhantes Yasmin Khan e Dan Lewis, respectivamente. O episódio também apresenta o retorno de Jacob Anderson como Vinder e Jemma Redgrave como Kate Stewart, ambos tendo aparecido pela última vez na 13.ª temporada; Sacha Dhawan também reaparece como o Mestre e Patrick O'Kane como Ashad, ambos os quais apareceram pela última vez na 12.ª temporada; o episódio marca ainda o retorno das antigas acompanhantes do Doutor: Janet Fielding como Tegan Jovanka e Sophie Aldred como Ace, que apareceram pela última vez na 21.ª e na 26.ª temporada clássica do programa, respectivamente. O final do episódio apresenta ainda David Tennant, que anteriormente interpretou o Décimo Doutor, aparecendo agora como o Décimo quarto Doutor.

## Enredo
A Décima terceira Doutora e seus companheiros intervêm em um ataque de CyberMestres a um trem-bala no espaço, mas Dan quase morre durante o ataque. Tendo desenvolvido um senso de sua mortalidade, ele se separa da Doutora para voltar a viver sua vida. Os CyberMestres escapam do trem com uma criança. Um Dalek renegado contata a Doutora, oferecendo informações sobre uma conspiração dos Daleks para destruir a humanidade. A Doutora rastreia a criança sequestrada até uma segunda lua que apareceu no céu de São Petersburgo em 1916. Na realidade, é um planeta que foi totalmente convertido pelos Cybermen. A Doutora e Yaz encontram a criança do trem aprisionada no planeta e descobrem que ela na verdade é uma energia escravizada chamada Qurunx usando um filtro de percepção.
As ex-companheiras do Doutor, Tegan e Ace, investigam o sequestro dos principais sismólogos do mundo e a adição do rosto de Rasputin a quinze pinturas famosas. Kate Stewart convida a Doutora para ir à sede da UNIT para encontrar Tegan e Ace e discutir suas descobertas. A Doutora esclarece que o novo rosto nas pinturas é na verdade o do Mestre.
A Doutora vai confrontar o Mestre em uma conferência de sismologia em Nápoles, onde revela que matou os sismólogos desaparecidos por miniaturização antes de ser preso pela UNIT. A Doutora descobre que o Mestre e seus CyberMestres se aliaram aos Daleks para acabar com a humanidade no presente, desencadeando erupções de todos os vulcões da Terra simultaneamente. A Doutora conhece o Dalek renegado, descobrindo que os outros Daleks permitiram que ele entrasse em contato com a Doutora para capturá-la, o que eles fazem depois de matar o traidor. Enquanto isso, o ex-aliado da Doutora, Vinder, pousa no Cyber-planeta.
O Mestre revela que enviou um modelo miniaturizado do morto Ashad para Tegan, que presumiu que fosse um aviso da Doutora e, portanto, o manteve consigo. A estatueta aumenta e atua como uma boneca russa, trazendo um Ashad clonado e um grande número de Cybermen para a sede da UNIT, libertando o Mestre. Os Daleks levam a Doutora ao Mestre em 1916, na Rússia, onde ele se faz passar por Rasputin. O Mestre usa tecnologia gallifreyana e o Qurunx para forçar a Doutora a se regenerar no Mestre.
Em sua mente, a Doutora encontra manifestações de sua Primeira, Quinta, Sexta, Sétima e Oitava encarnações, que a informam que pode ser possível desfazer a regeneração forçada com ajuda externa. Um programa de IA que a Doutora criou, usando imagens suas e do Quinto, Sétimo e da Doutora Fugitiva, levam Ace a se encontrar com outro ex-acompanhante da Doutora, Graham, e a destruir a máquina dos vulcões Dalek, a Tegan a destruir o conversor Cyberman e os CyberMestres na sede da UNIT, e Yaz e Vinder a capturar o Mestre e fazê-lo desfazer a transformação da Doutora.
Derrotado, o Mestre fere mortalmente a Doutora com o feixe de energia do Qurunx, desencadeando o processo de regeneração, antes de aparentemente morrer devido aos próprios ferimentos sem se regenerar. A Doutora leva Yaz para casa e sai sozinha. Yaz frequenta um grupo de apoio de ex-companheiros do Doutor incluindo Graham, Dan, Kate, Ace, Tegan, Ian Chesterton, Jo Jones e Mel Bush. A Doutora viaja para um penhasco onde se regenera no Décimo quarto Doutor, que fica alarmado ao descobrir que sua nova forma é fisicamente semelhante à sua décima encarnação.

## Produção

### Desenvolvimento
"The Power of the Doctor" foi escrito pelo showrunner e produtor executivo Chris Chibnall e dirigido por Jamie Magnus Stone.
Sacha Dhawan, que interpreta o Mestre, influenciou o enredo do episódio. Chibnall perguntou-lhe 'Se você voltasse, o que gostaria de fazer?', ao que Dhawan respondeu que queria explorar o tema dos disfarces do Mestre. Isso acabou sendo uma parte importante da história do episódio.
Depois que os dois primeiros especiais foram produzidos como parte dos oito episódios encomendados para a 13.ª temporada, um terceiro especial foi posteriormente encomendado para coincidir com o centenário da BBC e servir como episódio de regeneração de Whittaker. A BBC descreveu o episódio final como um "especial épico de grande sucesso".
O elenco e os detalhes do especial do centenário, sem ainda revelar o título ou data de exibição, foram divulgados após a conclusão de "Legend of the Sea Devils". O título foi anunciado em 14 de setembro de 2022.

### Elenco

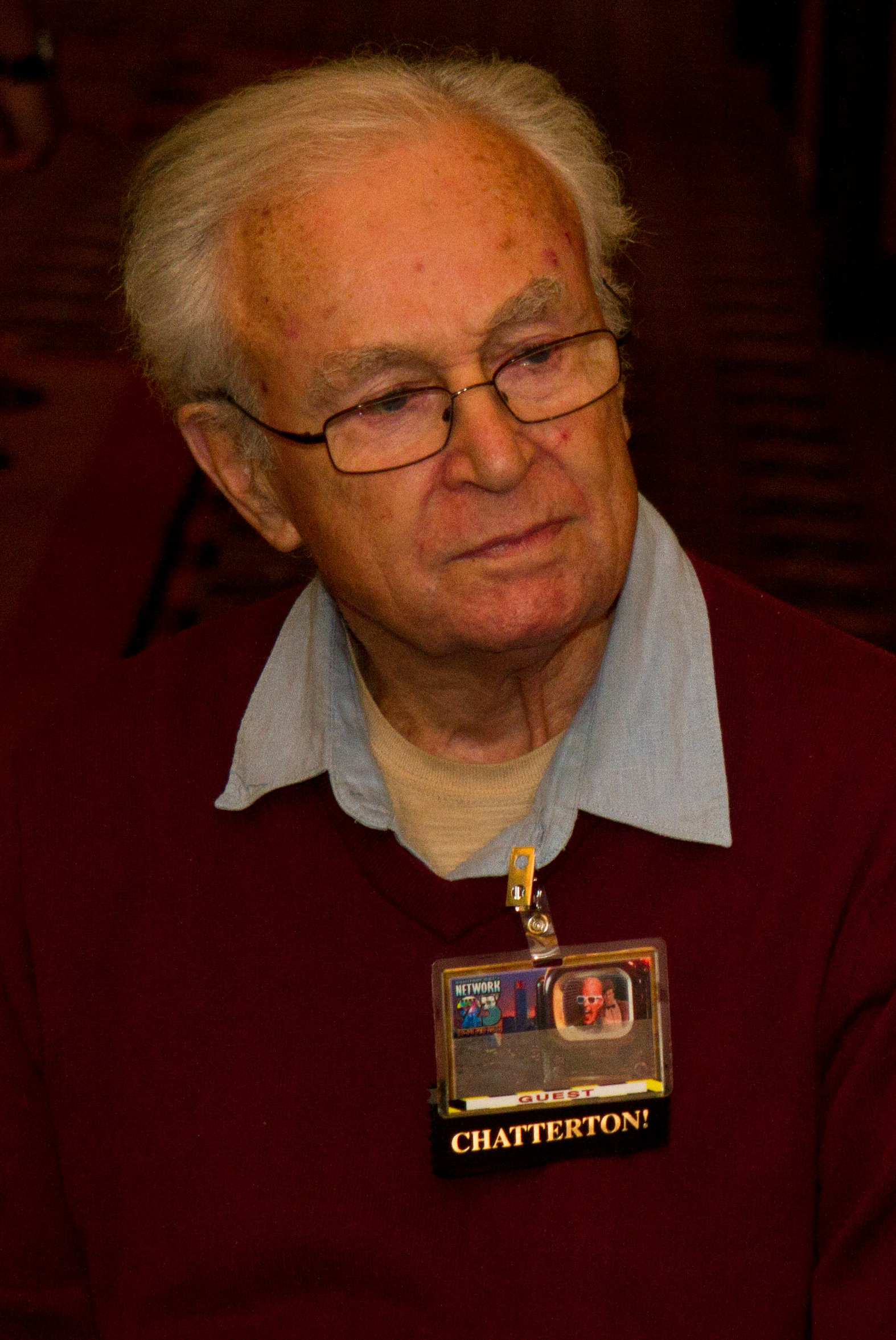
William Russell (fotografado em 2012) revive Ian Chesterton pela primeira vez desde a sua saída em 1965.

Jodie Whittaker aparece como a Décima terceira Doutora em seu último episódio regular, ao lado de Mandip Gill como Yasmin Khan e John Bishop como Dan Lewis. A BBC anunciou a saída de Whittaker e Chibnall da série em julho de 2021. Gill confirmou que o especial seria sua última aparição regular na série em 3 de maio de 2022.
Um trailer do especial foi lançado em abril de 2022, e confirmou o retorno de Jacob Anderson como Vinder e Jemma Redgrave como Kate Stewart, ambos tendo aparecido pela última vez na 13.ª temporada. O Mestre, interpretado por Sacha Dhawan, e Ashad, interpretado por Patrick O'Kan , que apareceram na 12.ª temporada, também retornam. O especial também traz o retorno das ex-companheiras Tegan Jovanka, Ace e Graham O'Brien, interpretados por Janet Fielding, Sophie Aldred e Bradley Walsh, respectivamente. Os Daleks e os Cybermen também aparecem.
Em papéis especiais, aparecem o Primeiro, o Quinto, o Sexto, o Sétimo, o Oitavo e a Doutora Fugitiva. O Primeiro Doutor é retratado por David Bradley, que anteriormente interpretou o personagem nos episódios "The Doctor Falls" e "Twice Upon a Time" (ambos de 2017), além de interpretar o ator original do Primeiro Doutor, William Hartnell, no biodrama An Adventure in Space and Time (2013), enquanto os demais são interpretados por seus respectivos atores originais: Peter Davison, Colin Baker, Sylvester McCoy, Paul McGann e Jo Martin. De acordo com Chibnall, o ator do Quarto Doutor, Tom Baker, foi convidado para aparecer no episódio, mas não estava disponível. David Tennant, que anteriormente interpretou o Décimo Doutor, faz uma breve aparição como o Décimo quarto Doutor.
Os ex-companheiros Ian Chesterton, Jo Jones e Melanie Bush, interpretados por William Russell, Katy Manning e Bonnie Langford, respectivamente, também aparecem em breves participações especiais. Com esta aparição, Russell, que apareceu pela última vez como Ian em "The Planet of Decision", o episódio final de The Chase, em 1965, alcançou o Guinness World Record de maior intervalo entre aparições na TV. Anneke Wills também foi convidada para reprisar seu papel como Polly Wright, mas optou por não retornar.

### Filmagens
"The Power of the Doctor" foi filmado ao longo de setembro de 2021, sendo dirigido por Jamie Magnus Stone, terminando em 13 de outubro de 2021. A aparição de Tennant foi filmada em 13 de maio de 2022, sendo dirigida por Rachel Talalay. Russell T Davies escreveu o roteiro da aparição do novo Doutor, com sua primeira linha sendo uma referência às suas primeiras palavras como o Décimo Doutor sendo sugeridas pelo próprio Tennant. O cenário onde acontece a cena de regeneração, onde a Doutora pousa a TARDIS no topo de um penhasco e olha para o mar, foi filmado por drone em Durdle no Durdle Door. O Lulworth Estate não foi informado do contexto da cena ao conceder permissão para a filmagem e, após a transmissão do episódio, expressou preocupação de que isso encorajaria os telespectadores a se colocarem em perigo.
Entre as faixas musicais ouvidas no episódio está "Rasputin" do grupo pop alemão Boney M, lançado originalmente em 1978; o Mestre, interpretado por Sacha Dhawan, retratando o clérigo russo, usa a música para acompanhar sua transformação iminente. Dhawan observou que ele recebeu apenas "uma ou duas tomadas" para a cena, "e não tivemos muito tempo para filmar".

## Transmissão e recepção
| Críticas profissionais:           | Críticas profissionais: |
| Pontuações agregadas              | Pontuações agregadas    |
| Fonte                             | Avaliação               |
| --------------------------------- | ----------------------- |
| Rotten Tomatoes (Pontuação Média) | 100%                    |
| Rotten Tomatoes (Tomatometer)     | 7,30/10                 |
| Avaliações da crítica             |                         |
| Fonte                             | Avaliação               |
| The Telegraph                     | [ 31 ]                  |
| Radio Times                       | [ 32 ]                  |
| The Independent                   | [ 33 ]                  |
| The Guardian                      | [ 34 ]                  |
| Evening Standard                  | [ 35 ]                  |
| Metro                             | [ 36 ]                  |

### Transmissão
"The Power of the Doctor" foi transmitido pela primeira vez em 23 de outubro de 2022, como parte das comemorações do centenário da BBC, e é o terceiro e último dos três especiais de 2022. O especial tem 87 minutos de duração.

### Audiência
O episódio foi assistido por 3,71 milhões de telespectadores durante a noite de estreia, tornando-se o quarto programa mais assistido do dia, com pico de audiência atingindo 4,04 milhões. O episódio recebeu uma pontuação no Índice de Apreciação do Público de 82. As classificações finais consolidadas do episódio foram de 5,295 milhões de telespectadores, tornando-o o quinto programa mais assistido daquela semana.

### Recepção crítica
No Rotten Tomatoes, um site agregador de críticas, 100% dos sete críticos deram a "The Power of the Doctor" uma crítica positiva, com uma avaliação média de 7,30 de 10.
A Radio Times e o The Telegraph deram ao episódio quatro de cinco estrelas, com o último chamando o episódio de "uma viagem eletrizante e emocionante de surpresas ininterruptas". A crítica da Houston Press foi menos positiva, chamando o episódio de "um encerramento explosivo, mas confuso" e concluiu que "Doctor Who simplesmente não parece ter mais um presente, muito menos um futuro."

## Home media
"The Power of the Doctor" recebeu um lançamento em home media na Região 2/B em 7 de novembro de 2022, na Região 4/B em 7 de dezembro de 2022, e na Região 1/A em 13 de dezembro de 2022. O episódio também está incluído no lançamento em home media dos especiais de 2022 lançada na Região 2/B em 7 de novembro de 2022.

## Trilha sonora
Partes selecionadas da trilha sonora deste especial foram lançadas digitalmente em 16 de dezembro de 2022. Um lançamento em CD físico contendo todas as trilhas sonoras dos especiais de 2022 foi lançado em 13 de janeiro de 2023.